# The Cloverfield Paradox
The Cloverfield Paradox (The Cloverfield Paradox en España y La paradoja Cloverfield en Hispanoamérica) es una película de terror y ciencia ficción estadounidense dirigida por Julius Onah, escrita por Oren Uziel y Doug Jung y producida por J. J. Abrams. Es la tercera entrega de la franquicia de Cloverfield. Se estrenó en Netflix el 4 de febrero de 2018.

## Argumento
En el año 2028, la Tierra está sufriendo una crisis energética. Las distintas agencias espaciales del mundo construyen una nueva y grande estación espacial internacional, llamada Cloverfield, con el objetivo de probar un experimento de teoría, con un acelerador de partículas experimental llamado Shepard, que podría proporcionar energía infinita a la Tierra. Algunos expertos creen que utilizar dicho acelerador podría ocasionar la Paradoja Cloverfield, abriría portales entre otras dimensiones y podrían causar un daño terrible al planeta. Entre los miembros de la tripulación está Ava Hamilton, quien tiene problemas con su matrimonio a causa del fallecimiento de sus hijos en el incendio de su casa, donde ella instaló equipos de energía sostenible para sustituir la escasa energía derivada del petróleo.
Tras dos años en órbita, y después de realizar numerosas pruebas y experimentos con el acelerador, y con combustible únicamente para tres intentos más, logran crear un haz estable de energía pero luego se sobrecarga y crea un aumento de potencia en la estación. Tras restablecer la energía, descubren que la Tierra ha desaparecido, así como también el giroscopio, para ayudar en la navegación de la estación. Cuando el equipo trabaja en las reparaciones, comienzan a ocurrir cosas extrañas, empezando por el hallazgo de una mujer llamada Jensen dentro de uno de los paneles de mantenimiento y fusionada con los cables. Volkov, uno de los miembros de la tripulación, tiene sensaciones de algo extraño se arrastra bajo su piel y fabrica un arma con la impresora 3D de la nave, tras lo cual amenaza a la tripulación al sentir una especie de locura.
Volkov convulsiona y muere y, de repente, la colonia de gusanos de la tripulación para los experimentos (y que había desaparecido misteriosamente antes) surge del cuerpo de Volkov. Hamilton interroga a Jensen y le dice que Schmidt saboteó el Sheppard y Kiel lo pone bajo arresto, pero lo libera horas después. Más tarde el brazo de Mudy, otro de los tripulantes, es atrapado en una de las paredes y seccionado limpiamente. Tras este extraño incidente, descubren que el brazo vaga por su propia voluntad y, al parecer, tiene conciencia. Al ver que está tratando de escribir algo, le dan un plumón y el brazo escribe: "Abran a Volkov".
Tam disecciona el cuerpo de Volkov y encuentran el giroscopio de la nave dentro de su estómago. Con este instrumento de navegación localizan rápidamente la Tierra y restauran la recepción de comunicaciones, pero se quedan perplejos al escuchar por radio que la estación espacial había sido destruida y sus restos cayeron al océano, mientras que, a nivel mundial, las naciones se enfrentaban en graves conflictos militares porque toda esperanza se había evaporado.
Al interrogar a Jensen, descubren que es una tripulante de la estación espacial, pero de un universo alterno, en donde los hijos de Ava no murieron y ella permaneció en la Tierra como ingeniera, mientras Jensen remplazó a Tam como ingeniera. Planean usar el Sheppard para volver a su dimensión. Mientras la tripulación comienza a trabajar en las reparaciones, Tam y Schmidt trabajan para reparar el Sheppard y que vuelva a funcionar adecuadamente. Tam teoriza que activar la ventilación solucionaría el problema. Al intentarlo, se queda encerrada en una de las esclusas de aire, donde se empieza a filtrar agua. 
El resto de la tripulación intenta salvarla, pero no logra impedir que Tam muera ahogada y, segundos después, la escotilla revienta, debido a la presión del agua, y ella se queda congelada. Mientras tanto, Ava decide volver a la Tierra con Jensen. Mientras se preparan, Mudy, el mecánico del grupo, muere en una explosión causada por un campo magnético y daña la estación espacial nuevamente. Tras la explosión, el comandante de la estación, Kiel, se sacrifica para desenganchar uno de los anillos de rotación cuando giraba peligrosamente y ponía en peligro toda la nave, dejando a Hamilton al mando.
Mientras tanto, en la Tierra, Michael se despierta descubriendo que el planeta está siendo azotado por una ola de destrucción, viendo su ciudad siendo destruida, donde puede verse la silueta de Cloverfield destruyendo los edificios. De camino al hospital donde trabaja, se detiene para ayudar a una niña y, al saber que el hospital había sido destruido, se la lleva a un refugio subterráneo, propiedad de un amigo suyo, para atenderla.
Con el Sheppard listo para activarse nuevamente, Hamilton se prepara para irse con Jensen en una de las naves de evacuación. De repente, la mujer saca el arma de Volkov, golpea a Hamilton, mata a Monk y hiere a Schmidt, insistiendo en que la estación debe permanecer en esa dimensión para mantener el Sheppard allí y salvar a la Tierra en la otra dimensión. Ava recupera la conciencia y usa el arma para disparar a la ventana, expulsando a Jensen al espacio. Hamilton decide volver a su dimensión con Schmidt y hace una grabación para su "yo" alternativo, dándole la información del funcionamiento correcto del Shepard y marcándole la importancia de su familia. 
Hamilton y Schmidt invierten con éxito el cambio dimensional y usan las modificaciones de Tam para hacer funcionar el Sheppard nuevamente. Tras ponerse en contacto con su planeta, los dos huyen de la estación en una cápsula hacia la Tierra. Michael, escuchando las conversaciones del control de la misión, descubre la estación que había reaparecido y se da cuenta de que su esposa está de vuelta. Entonces, él es informado de que la cápsula se dirige a la tierra. Él trata de impedir su regreso pero ya es demasiado tarde, cuando la nave entra en la atmósfera, Cloverfield aparece rugiendo entre la niebla de una montaña.

## Reparto
- David Oyelowo como Kiel. Comandante de la estación espacial. Es estadounidense.
- Gugu Mbatha-Raw como Hamilton. Oficial de comunicaciones. Es británica
- Chris O'Dowd como Mundy. Ingeniero irlandés.
- Elizabeth Debicki como Jensen. Es ingeniera australiana de la otra dimensión.
- Daniel Brühl como Schmidt. Físico alemán
- Zhang Ziyi como Tam. Ingeniera china
- Aksel Hennie como Volkov. Ingeniero ruso
- Donal Logue como Mark Stambler
- John Ortiz como Monk. Oficial Médico. Es brasileño

## Producción
La película se anunció por primera vez en 2012, aunque el cierre de la compañía InSurge de Paramount puso en peligro su estreno. Los primeros indicios de que la cinta estaba conectada a la marca Cloverfield surgieron cuando una parte del marketing viral de 10 Cloverfield Lane incluyó un clip de sonido que supuestamente era de la Estación Espacial Internacional.
El 29 de marzo de 2016, Gugu Mbatha-Raw y David Oyelowo fueron confirmados para aparecer en la película. El 12 de abril de 2016, Variety informó que John Krasinski estaba en conversaciones para unirse a la película para interpretar a uno de los astronautas, pero su casting no estaba claro debido a su compromiso con una serie de televisión. El 5 de mayo de 2016, Elizabeth Debicki fue aceptada en la película para interpretar a uno de los astronautas, y después el 10 de mayo de 2016, Daniel Brühl que también se unía a la película. Chris O'Dowd y Zhang Ziyi fueron agregados al reparto el 26 de mayo de 2016. Al día siguiente, John Ortiz y Aksel Hennie se unieron. El cineasta Dan Mindel fue confirmado para unirse a la película de su currículum.
La filmación comenzó el 10 de junio de 2016.

## Lanzamiento
God Particle fue originalmente programada para el 24 de febrero de 2017, pero a finales de 2016 se trasladó al 27 de octubre de 2017, para dar más tiempo para la posproducción. La película estaba programada para ser estrenada en formato IMAX, pero el lanzamiento en este formato se informó había sido cancelado, aunque una película Cloverfield sin nombre está programada para tener su lanzamiento en IMAX. Algunos han especulado que la película de sin titular de Cloverfield y la God Particle son, de hecho, la misma película. El 21 de julio de 2017, se anunció que el estreno se movería al 2 de febrero de 2018. Finalmente, el 2 de enero de 2018 se anunció que la fecha se trasladaría hasta el 20 de abril de 2018. Una razón probable de esto es que Paramount no tuviera lista una buena campaña publicitaria a un mes del estreno y mejor decidiera hacerla efectiva con más antelación. De esta manera es la cuarta vez que se pospone el estreno. Hasta que la plataforma Netflix, anuncia su estreno el 4 de febrero de 2018 al terminar el Super Bowl LII